# Code Zero

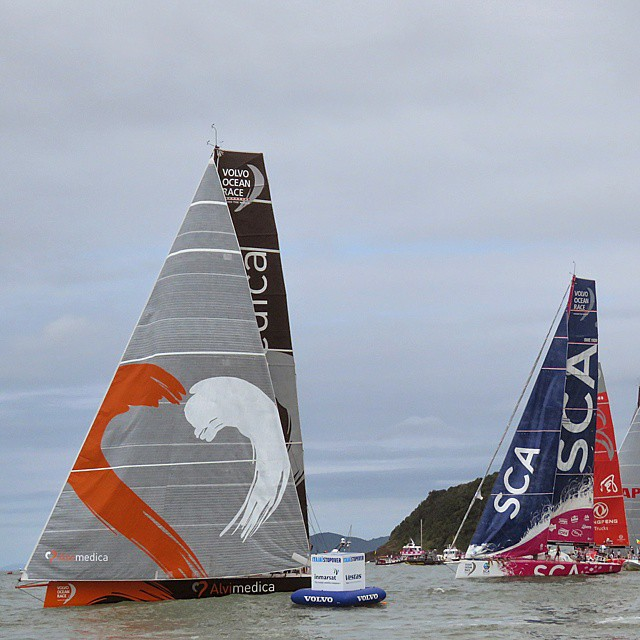
Links die Volvo Ocean 65 Team Alvimedica mit ausgerolltem Code Zero beim Runden einer Regattaboje

Der Code Zero oder Code 0 ist ein spezielles Segel für ein Segelboot.
Der Code Zero ist ein sehr großes Vorsegel, das unter bestimmten Bedingungen gesetzt werden kann: entweder bei Leichtwind bis etwa 10 kn wahrem Wind auf Am-Wind- und Halbwind-Kursen oder aber bei mehr Wind auf Raumschotskursen.
Ursprünglich wurde das Segel für das Whitbread Round the World Race 1997/1998 entwickelt. Es wurde in diesem Rennen als Spinnaker vermessen, deckte aber eine Lücke in der Segelgarderobe ab, die entsteht, wenn bei relativ wenig Wind leicht vom Am-Wind-Kurs abgefallen werden soll: Die Genuas sind bei wenig Wind zu klein und bringen zu wenig Vortrieb, für Gennaker ist der Winkel zum Wind aber noch zu spitz.
Obwohl die Anzahl der Amwindsegel im Whitbread Round the World Race zur Kostenersparnis durch die Regularien stark eingeschränkt war, konnten die Schiffe mit dem Code Zero ein Halb- bis Amwind-Segel mehr mitnehmen, da er den Regularien entsprechend als Spinnaker gewertet wurde.
Der Code Zero wird wie der Gennaker oder der Reacher fliegend, ohne Vorstag aber  mit festen Vorliek gefahren. Das Segel wird nur an zwei Stellen – am Segelkopf und am Segelhals – angeschlagen (befestigt). Das Segel wird in aller Regel mit einer Rollanlage gesetzt und geborgen, ist also relativ einfach zu bedienen.
Als Material für den Code Zero wird im Allgemeinen das gleiche Tuch verwendet wie für leichte Genuas, z. B. Spectra, Aramid, das unter diversen Handelsnamen erhältliche Polyester und leichtgewichtige Cuben Fiber-Laminate.